# Delicious
Delicious (voorheen del.icio.us) was een zogenaamde social-bookmarking-website: een website om favoriete bookmarks (favoriete websites, bladwijzers) op te slaan en te delen met andere gebruikers. Deze website was daarmee niet alleen nuttig voor het bewaren van bookmarks, maar ook als een zeer efficiënte zoekmachine. Doordat de resultaten handmatig geplaatst werden en aan elke resultaat een vorm van populariteit zit, worden de ongewenste websites en advertenties gefilterd. De website werd gratis aangeboden.
Alle informatie die in Delicious wordt opgeslagen werd openbaar beschikbaar gemaakt, tenzij iemand zijn of haar links markeert als 'privé'. Sommigen gebruiken deze site om linkblogs te publiceren. De opgeslagen sites krijgen sleutelwoorden (tags) mee, die een niet-hiërarchische classificatie mogelijk maken, via zogenaamde folksonomie.

## Overnames
De site werd eind 2003, na de internetzeepbel, gelanceerd door Joshua Schachter en Peter Gadjokov.
Begin december 2005 werd de site overgenomen door Yahoo!. Geschat wordt dat Yahoo! hier tussen de 15 en 30 miljoen dollar voor betaalde. Het was de bedoeling dat het team van delicious nauw samen ging werken met dat van Flickr, een site die al eerder door Yahoo! werd overgenomen. Dit bleek echter niet te lukken, waarna Yahoo Delicious in 2011 weer van de hand deed aan de YouTube-oprichters Chad Hurley en Steve Chen. Het bedrijf werd vervolgens gekocht door Science Inc. in 2014, verkocht aan Delicious Media in 2016 en uiteindelijk overgenomen door Pinboard, een Amerikaanse social bookmarking site, in januari 2017. Maciej Cegłowski, maker van Pinboard, zei dat hij Delicious kocht "zodat het niet van het web verdwijnt". Op juni 2015 ging de site in "read only" en was het niet meer mogelijk boekwijzers toe te voegen of erop te stemmen. Anno 2020 is de site niet meer te bezoeken.